# Медведев, Жорес Александрович
Жоре́с Алекса́ндрович Медве́дев (14 ноября 1925, Тифлис — 15 ноября 2018, Лондон) — советский диссидент, биолог и писатель. Брат-близнец педагога и автора исторических работ Роя Медведева.

## Биография
Родился в Тифлисе в семье полкового комиссара РККА Александра Романовича (1899—1941) и виолончелистки Юлии Исааковны Медведевых. С 1926 года отец стал слушателем, а затем преподавателем Военно-политической академии в Ленинграде, репрессирован в 1938 году и умер в колымских лагерях в марте 1941 года. Семья переехала в Ростов-на-Дону в 1939 году. В конце 1941 года эвакуировалась в Тбилиси.
В феврале 1943 года Жорес Медведев был призван в армию. Воевал в 169 сп Орджоникидзевской дивизии. Участвовал в боях на Таманском полуострове в мае 1943 года. Был тяжело ранен, долгое время числился пропавшим без вести, в сентябре 1943 года демобилизован.
Поступил в Московскую сельскохозяйственную академию им. К. А. Тимирязева (ТСХА), агрохимический факультет которой окончил в мае 1950 года. В декабре того же года защитил кандидатскую диссертацию.
Направлен на работу в Никитский ботанический сад. После открытой критики лысенковских псевдонаучных методов уволен и вернулся в Москву на кафедру агрохимии ТСХА.
В 1962 году уволен в связи с написанием книги «Биологическая наука и культ личности», которая широко циркулировала в «самиздате». Газета «Сельская жизнь» объявила текст клеветническим. Перешёл на работу в Институт медицинской радиологии АМН СССР в Обнинске, где организовал лабораторию молекулярной радиобиологии.
В 1969 году уволен в связи с выходом книги в США на английском «The Rise and Fall of T.D.Lysenko». Я. Г. Рокитянский о книге «Подъём и падение Лысенко» отмечал: «Это хорошо документированная хроника развития биологии в нашей стране в 30—40-е годы, включившая в себя уничтожение генетики, торжество лженауки, расправу над выдающимися учеными, в частности академиком Н. И. Вавиловым».
В 1969—1970 годах Жорес Медведев написал две книги: «Международное сотрудничество учёных и национальные границы» и «Тайна переписки охраняется законом», — в которых критиковал ограничения в научном сотрудничестве и поездках за границу, а также цензуру почты и получаемых из-за рубежа журналов и книг. Эти работы широко циркулировали в самиздате. Был соредактором вместе с братом Роем Медведевым журнала «Политический дневник» (1964—1971).
В мае 1970 года Медведев был насильственно помещён в Калужскую психиатрическую больницу. Через три недели освобождён в связи с протестами авторитетных академиков (Капица, Сахаров, Семёнов, Астауров и другие; учёных Д. Маклейна и др.) и писателей (Твардовский, Солженицын, Дудинцев, Тендряков, Каверин и другие). Эти события описаны в совместной книге Жореса и Роя Медведевых «Кто сумасшедший?», изданной в Лондоне в 1971 году на английском и русском языках.
Более жёсткое преследование властями Жореса Медведева в сравнении с его братом Роем принято объяснять его выступлениями против академика Лысенко. Как отмечал впоследствии Рой Медведев, «Жорес тоже считал себя диссидентом не по всем вопросам, а лишь по проблемам свободного развития науки».
В 1971 году получил работу во Всесоюзном научно-исследовательском институте физиологии, биохимии и питания сельскохозяйственных животных в Боровске.
В 1972 году получил приглашение на годичный срок для работы в отделе генетики Национального института медицинских исследований (ныне Институт Фрэнсиса Крика) в Лондоне . В декабре 1972 года руководство института в Боровске предоставило Медведеву годичный отпуск для поездки в Лондон. В январе 1973 года Жорес Медведев с женой и младшим сыном приехал в Англию и начал работу в институте.
В августе 1973 года по обвинению в антисоветской деятельности Жорес Медведев Указом Президиума Верховного Совета СССР был лишён советского гражданства.
С 1974 года Национальный институт медицинских исследований пригласил Медведева на постоянную работу старшего научного сотрудника отдела генетики.
Жорес Медведев опубликовал около 170 научных работ и обзоров, 60 из них в период работы в Англии. Он известен как автор теории старения как результата накопления ошибок синтеза белков и нуклеиновых кислот. Получил несколько научных премий, Московского Общества испытателей природы (1965), Бронзовую медаль Менделя (1970), Золотую медаль Американской Ассоциации биогеронтологии (1984). Член Американского геронтологического общества и других научных обществ.
Жорес Медведев был первым, кто подтвердил наличие «неделинской катастрофы» 1960 года и раскрыл детали ядерной аварии на Урале в 1957 году, которая была засекречена.
Книга Медведева «Nuclear Disaster in the Urals», изданная в 1979 году в США, получила широкую известность и переведена на многие языки.
После выхода на пенсию в 1991 году продолжал авторскую и публицистическую работу. Советское гражданство было возвращено Жоресу Медведеву в августе 1990 года Указом Президента СССР Горбачёва. Жорес Медведев остался в Англии, ежегодно посещая бывший СССР.
С 1990 по 1992 год работал в радиобиологической экспедиции РАН в Чернобыльской зоне отчуждения.
Скончался в Лондоне 15 ноября 2018 года от инфаркта.

## Публикации
- Синтез белков и проблемы онтогенеза. — М.: Медгиз, 1963. — 431 с.
- Молекулярно-генетические механизмы развития. — М.: Медгиз, 1966. — 268 с.
- Кто сумасшедший? (Соавтор Рой Медведев) Macmillan, London, 1971,163 рр.
- Международное сотрудничество ученых и национальные границы. Тайна переписки охраняется законом. Macmillan, London, 1971,597 pp.
- Десять лет после «Одного дня Ивана Денисовича» Macmillan, London, 1973 223 pp.
- Хрущев. Годы у власти.(Соавтор Рой Медведев) Columbia University Press, New York 1975, 190 pp.
- Взлет и падение Т. Д. Лысенко. — М.: Книга, 1993. — 348 с. — ISBN 5-7132-0005-1
- Неизвестный Сталин (Соавтор Рой Медведев) Изд. Права человека, 2001; Расширенное издание, изд. Время 2007.
- Солженицын и Сахаров. Два пророка / Соавтор Рой Медведев. — Изд. Время, 2004. — 431 с.
- Сталин и еврейская проблема. Изд. Права человека, 2003, 288 стр. ISBN 5-7712-0251-7
- Избранные произведения в 4-х томах (Соавтор Рой Медведев) Изд. Права человека. 2002—2005. ISBN 5-7712-0224-X, ISBN 5-7712-0226-6
- Питание и долголетие. — М.: Права человека, 2007. — 207 с.
- Полоний в Лондоне. — М.: Молодая гвардия, 2008. — 181 с..
- Питание и долголетие. — М.: Время, 2011. — 526 с. — ISBN 978-5-9691-0513-3
- Соль земли — хлористый натрий
- Какая вода лучше
- Витамин С — средство от цинги или от болезней старости?
- Список статей Ж. Медведева в газете 2000:
- Серия статей о смерти Александра Литвиненко в газете «Красноярский рабочий», февраль-апрель 2007 и май 2008 гг.:
  - ТОЛЬКО В «КРАСНОЯРСКОМ РАБОЧЕМ»! «Полоний в Лондоне», редакция газеты «Красноярский рабочий», 22 февраля 2007 г.
  - Полоний в Лондоне: 1. Болезнь без диагноза, «Красноярский рабочий», 1 марта 2007 г.
  - Полоний в Лондоне: 2. След ведёт в Красноярск, «Красноярский рабочий», 7 марта 2007 г.
  - Полоний в Лондоне: 4. Сосед Ахмеда Закаева Архивная копия от 20 июня 2010 на Wayback Machine, «Красноярский рабочий», 15 марта 2007 г.
  - Полоний в Лондоне: 6. Задачки для Скотланд-Ярда, «Красноярский рабочий», 22 марта 2007 г.
  - Полоний в Лондоне: 8. От консультаций к шантажу, «Красноярский рабочий», 29 марта 2007 г.
  - Полоний в Лондоне: 10. Приговор «свободной» прессы, «Красноярский рабочий», 5 апреля 2007 г.
  - Полоний в Лондоне: 12. Групповое отравление, «Красноярский рабочий», 12 апреля 2007 г.
  - Полоний в Лондоне: 13. Ещё одна гипотеза, «Красноярский рабочий», 19 апреля 2007 г.
  - Полоний в Лондоне: 14. До обвинений дело не дошло, «Красноярский рабочий», 26 апреля 2007 г.
  - Полоний в Лондоне. Полтора года спустя, «Красноярский рабочий», 22 мая 2008 г.
- Та же серия статей в газете «2000», февраль-май 2007-го и май 2008 года:
  - Болезнь без диагноза, «2000», № 7 (354) 16 — 22 февраля 2007 г.
  - Полоний в Лондоне, «2000», № 8 (355) 23 февраля — 1 марта 2007 г.
  - «Фонд гражданских свобод» Березовского и Гольдфарба, «2000», № 10 (357) 9 — 15 марта 2007 г.
  - Детективы Скотленд-Ярда идут по радиоактивному следу, «2000», № 11 (358) 16 — 22 марта 2007 г.
  - Литвиненко в Лондоне. Роковая бизнес-консультация, «2000», № 12 (359) 23 — 29 марта 2007 г.
  - Литвиненко в Лондоне. От консультаций к шантажу, «2000», № 13 (360) 30 марта — 5 апреля 2007 г.
  - Почему Скотленд-Ярд прекратил следствие (недоступная ссылка), «2000», № 14 (361) 6 — 12 апреля 2007 г.
  - Кто убил Литвиненко? Приговор «свободной» прессы, «2000», № 15 (362) 13 — 19 апреля 2007 г.
  - Литвиненко в Лондоне. Торговля документами или шантаж, что опаснее?, «2000», № 16 (363) 20 — 26 апреля 2007 г.
  - Групповое отравление полонием-210. Литвиненко был одной из жертв, «2000», № 17 (364) 27 апреля — 2 мая 2007 г.
  - Кто отравил Литвиненко и Ковтуна? Гипотеза, «2000», № 18-19 (365) 11 — 17 мая 2007 г.
  - Полоний-210 как радиотоксин, «2000», № 20 (366) 18 — 24 мая 2007 г.
  - Три радиоактивные биографии, «2000», № 21 (367) 25 — 31 мая 2007 г.
  - Полоний-210 в Лондоне: полтора года спустя, «2000», № 21 (415) 23 — 29 мая 2008 г.
- Книга «опасная профессия».

На английском языке:
- «Protein Biosynthesis and Problems of Heredity,Development and Ageing» 1966 Oliver & Boyd Ltd. Edinburgh
- « The Rise and Fall of T.D.Lysenko». 1969 Columbia Univ.Press? ISBN 0-231-03183-1
- Molecular-Genetic Mechanisms of Development (1970) ISBN 0-306-30403-1
- « Question of Madness» (with Roy Medvedev) Macmillan, Londonb ISBN 0-394-47900-9
- Ten Years after Ivan Denisovich (1974) ISBN 0-394-71112-2
- Soviet Science" W.W.Norton,New York, ISBN 0 19215853 8
- Nuclear Disaster In The Urals ISBN 0-207-95896-3
- Nuclear Disaster in the Urals (1980) ISBN 0-394-74445-4
- Unknown Stalin: His Life, Death, and Legacy (Совместно с Роем Медведевым) (Overlook Press, 2005) ISBN 1-58567-644-6
- The Legacy of Chernobyl (W W Norton & Co Inc, 1992) ISBN 0-393-30814-6
- Soviet Agriculture (W W Norton & Co Inc, 1987) ISBN 0-393-02472-5
- Gorbachev (W W Norton & Co Inc, 1987) ISBN 0-393-30408-6
- Gorbachev (1986) ISBN 0-631-14782-9
- Andropov (W W Norton & Co Inc, 1983) ISBN 0-393-01791-5
- Medvedev Papers: Fruitful Meetings between Scientists of the World (1971)Macmillan, ISBN 0-333-12520-7